# Claï supérieur
Le Claï supérieur est un sommet situé dans la haute vallée de la Tinée, dans le département des Alpes-Maritimes, en France.

## Toponymie
Le toponyme claï se rapporte à « pierre, relief constitué de pierres ».

## Géographie
Le Claï supérieur est le point culminant du cirque glaciaire des lacs de Vens. Ces derniers se situent au nord-ouest du Claï Supérieur, et ce sommet domine donc les lacs Marie et les lacs du Ténibre, au sud.  Le Claï supérieur fait partie du parc national du Mercantour. D'un point de vue géologique, le Claï Supérieur est constitué de migmatites.

## Histoire
L'auteur de la première ascension de la voie normale, qui emprunte l'arête nord, semble inconnu. En revanche, le parcours de l'arête sud, qui relie le Claï supérieur à la tête des Lacs-Marie, a été effectué pour la première fois par Victor de Cessole, Vincent Paschetta et le guide Charles Galléan le 22 septembre 1922. Le premier parcours hivernal de cette même arête sud a été effectué par M. Baudouin, C. Jacquin et P. Piguet le 26 décembre 1936.

## Accès
L'itinéraire de la voie normale démarre du refuge de Vens. Il remonte le vallon en direction du sud-est jusqu'au lac de la Montagnette. L'itinéraire remonte ensuite les pentes pierreuses pour attendre le sommet par l'arête nord.

### Cartographie
- Carte 3639OT au 1/25 000 de l'IGN : « Haute Tinée 1 - Auron - Parc national du Mercantour »